# Gyertyaív

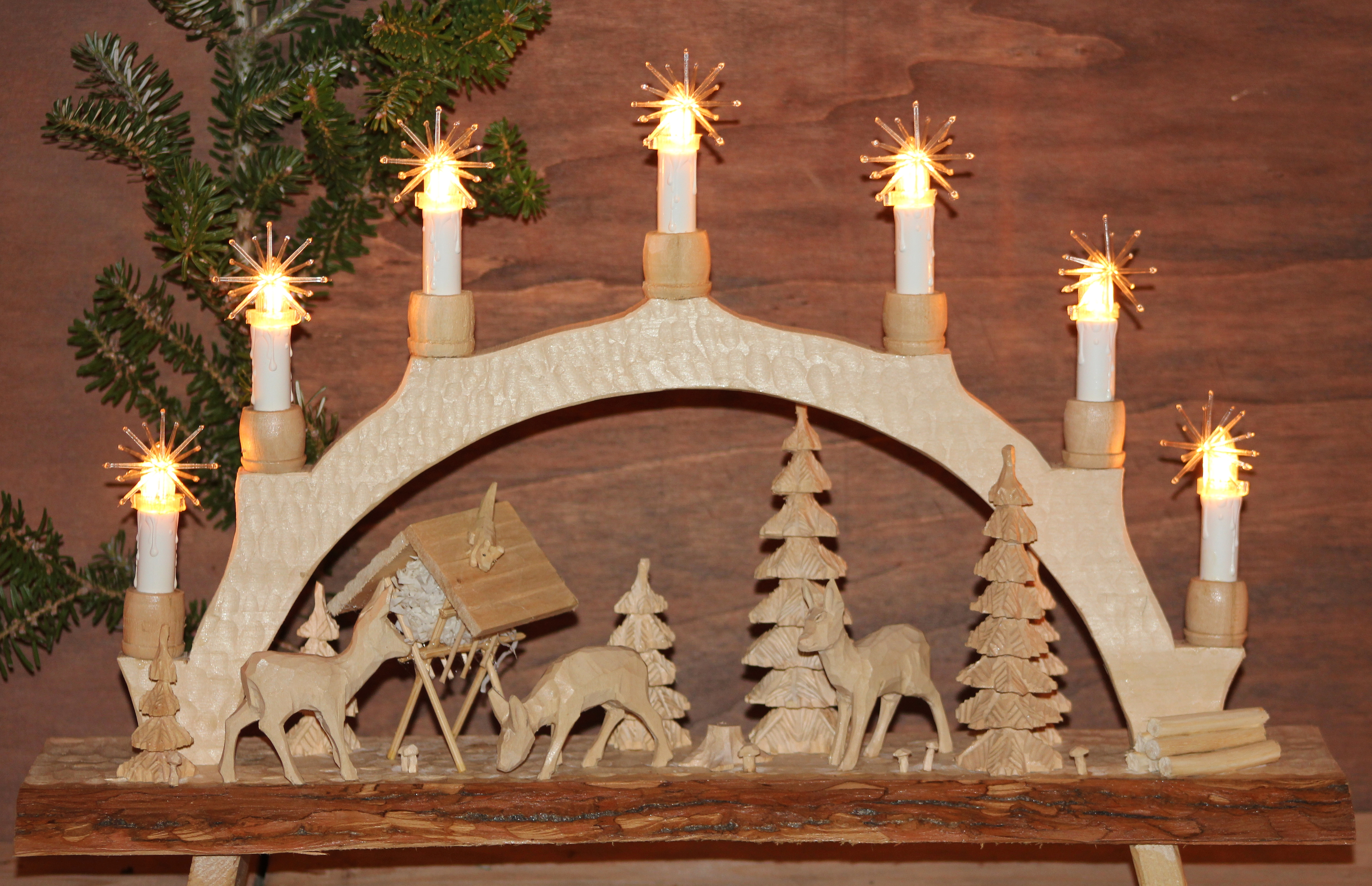
Fából készült, izzós gyertyaív

A gyertyaív (németül: Schwibbogen, Lichterbogen, vagy Kerzenbrücke) német eredetű karácsonyi dekoráció, melyet manapság jellemzően karácsonyi ablakdíszként használnak. Kialakítását tekintve egy íves, vagy ritkábban piramis (Lichterspitze) alakú gyertyatartó, melyre gyertyákat (újabban izzókat vagy világító diódákat) helyeznek.

## Eredete
Az első Schwibbogenek Johanngeorgenstadtban, a szászországi Érchegység bányászvárosában jelentek meg a 18. század elején. A dísz kialakulása a bányászathoz köthető: a legenda szerint karácsony előestéjén a tárnákból feljövő bányászok lámpáikat az alagút íves bejárata köré helyezték, vagy pedig a bányaház (Zechenhaus) nagytermének a falára akasztották, az alagútbejárathoz hasonló félkörös elrendezésben. Más értelmezések szerint a gyertyaív alakja nem bejáratot, hanem az égboltot jelképezi, ezen keresztül pedig a bányászok napfény utáni vágyódását a téli időszakban. Olyan vélemények is vannak, melyek szerint az ablakba helyezett gyertyaívek a sötétben hazatérő bányászoknak mutatták az utat.
Kezdetben a kovácsok készítették ajándékként a bányásztársulat számára, és bibliai jelképekkel díszítették. A 19. századtól a bányászatot idéző motívumok kerültek előtérbe.
A 20. század elejéig a gyertyaívet csak Johanngeorgenstadt környékén ismerték. Országos és később nemzetközi elterjedését az 1937-es schwarzenbergi Feierohmdschau ünnepi kiállításnak köszönheti, melyet több, mint 330 000 ember látogatott meg. Hamarosan megindult a tömeggyártás, és napjainkra népszerű karácsonyi dísszé vált. Általában a karácsonyi ünnepkör időszakában helyezik az ablakokba.
Egyes városokban – főleg a szász Érchegység területén – nagy, szabadtéri gyertyaíveket is felállítanak. A legismertebb a Paula Jordan által, az 1937-es kiállításra készített motívum, mely az Érchegység lakóinak fő mesterségeit ábrázolja (bányászat, faragás, csipkeverés).

## Kialakítása
A régi Schwibbogenek vasból készültek, és valódi gyertyákat helyeztek rájuk. A gyertyák száma általában 11 volt, melyek állítólag a tizenegy hű apostolt (az áruló Júdást nem számítva) jelképezték. Napjainkban a gyertyaívek fából vagy műanyagból készülnek, és leggyakrabban hét izzót hordoznak. Díszíthetik bibliai jelenetek (például betlehem), erdőt vagy települést jelképező fák és házak, bányász- vagy népi motívumok; de népszerűek a minimalista, díszítés nélküli gyertyaívek is.

## Képek

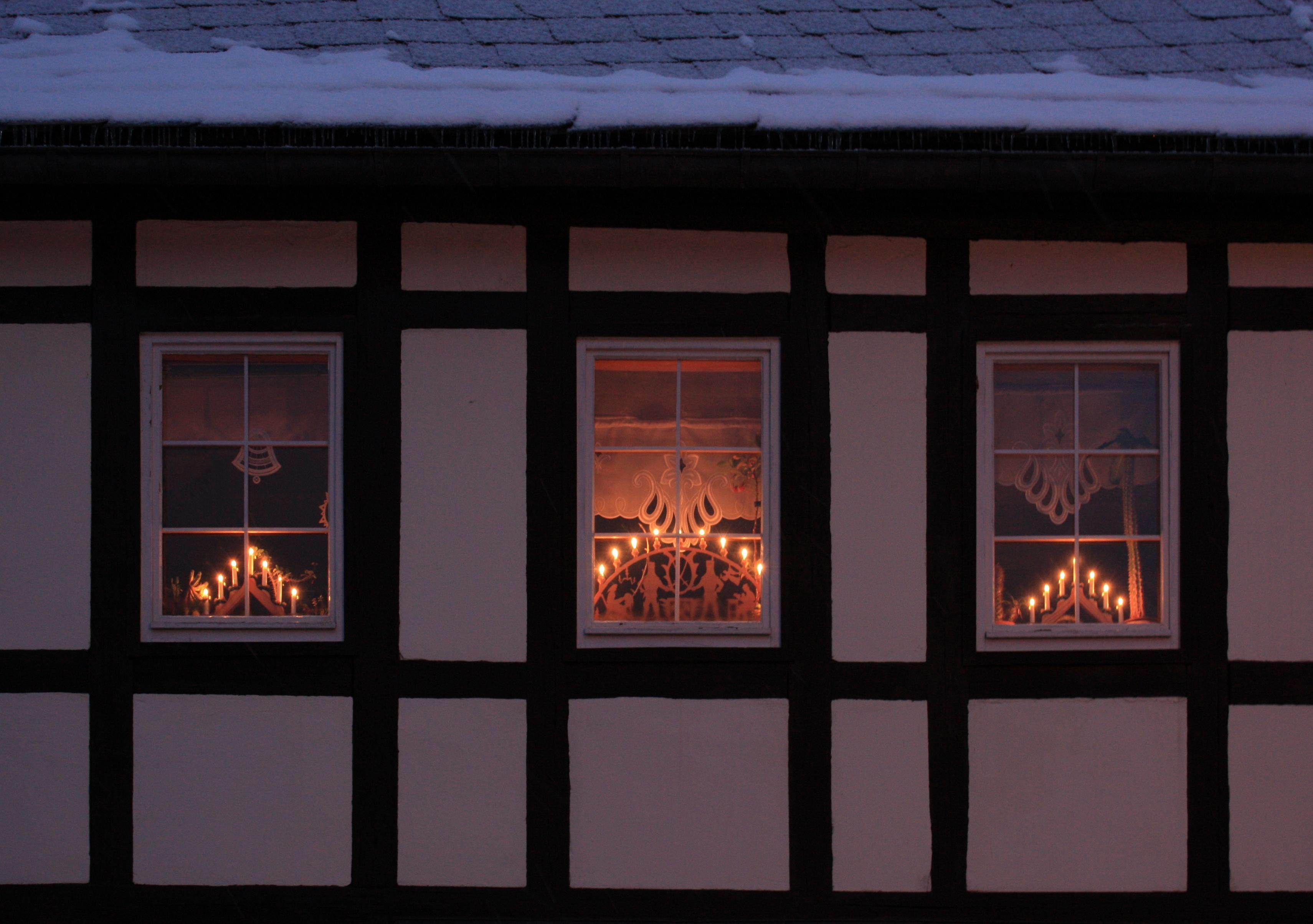
Ablakdíszekként
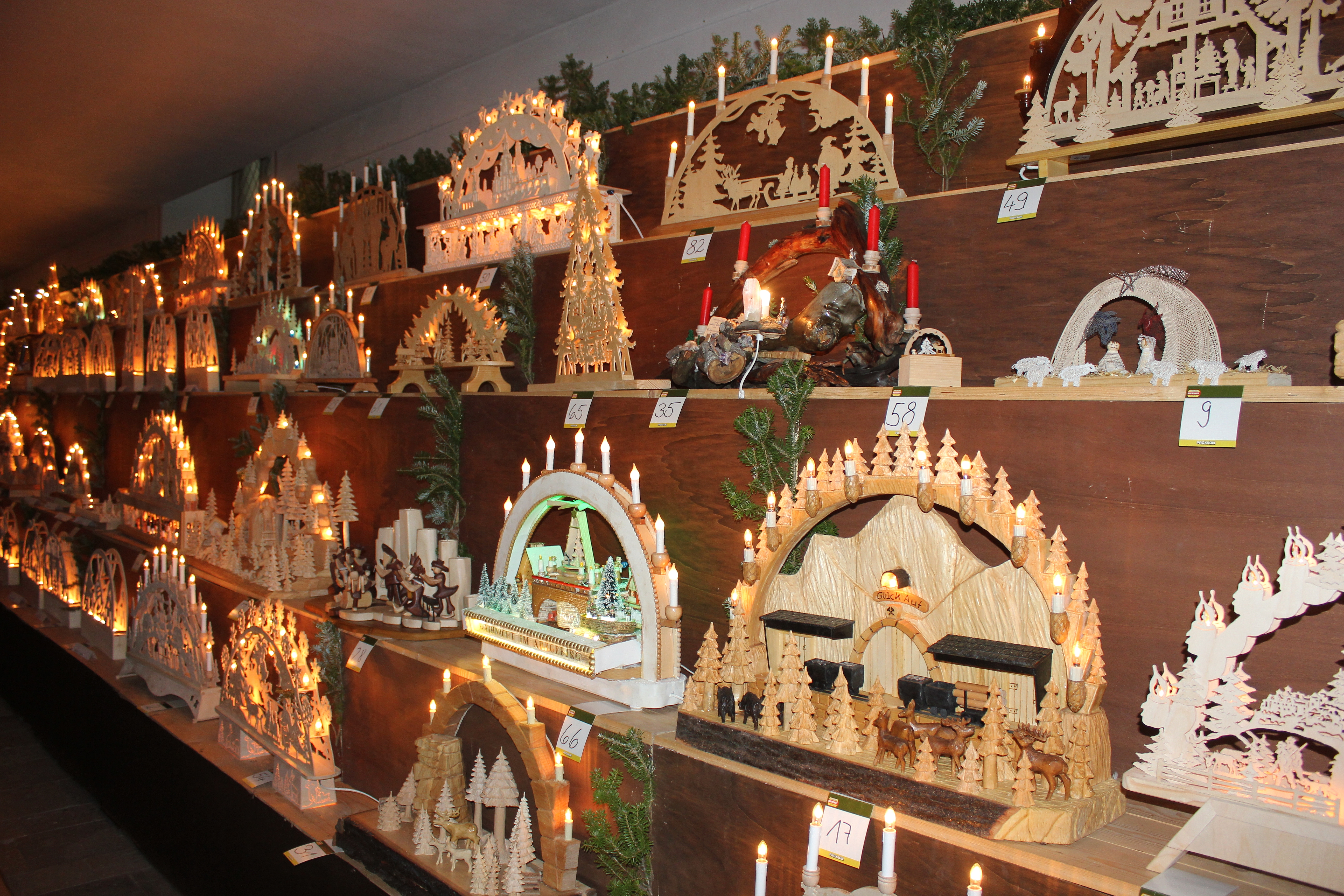
Üzletben
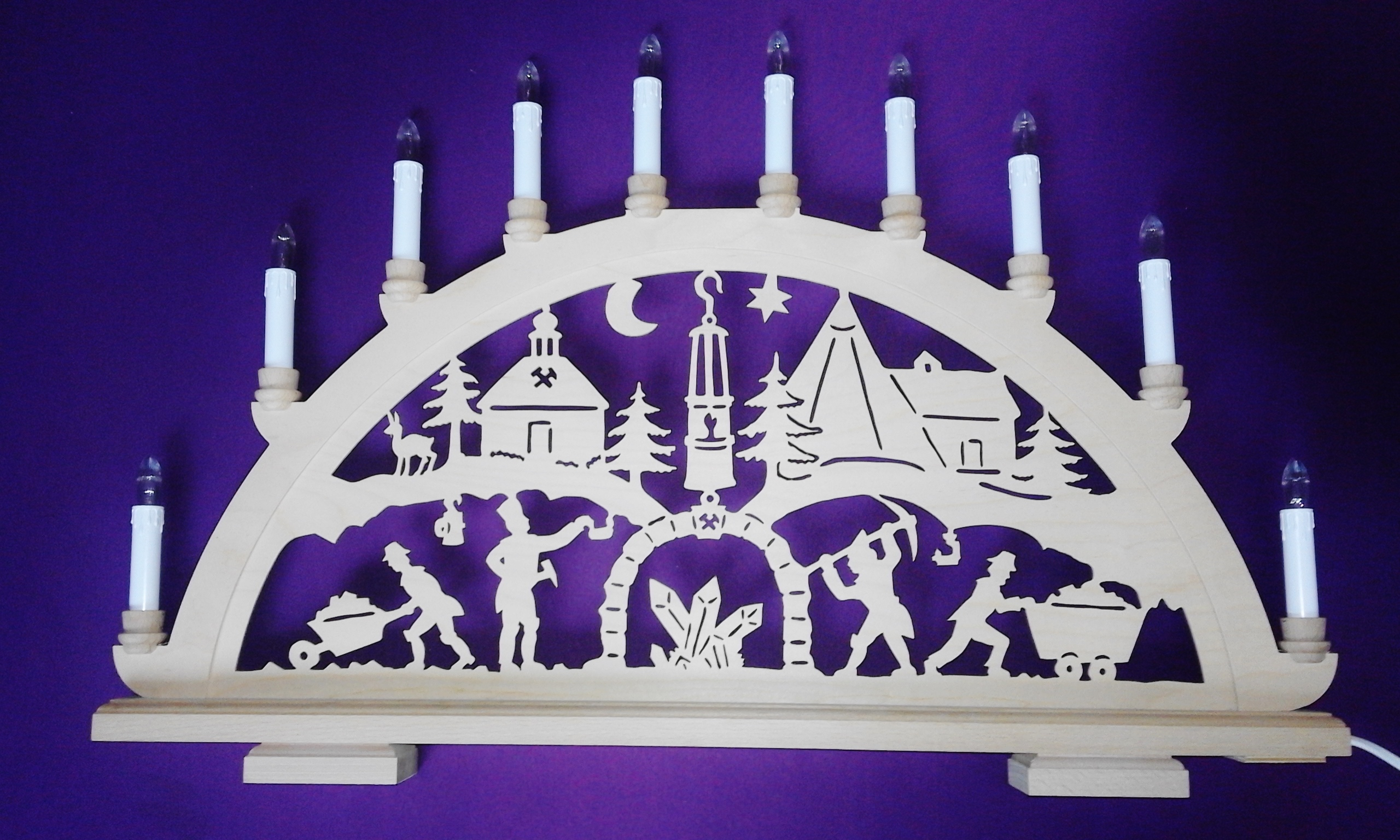
Bányász-motívumok
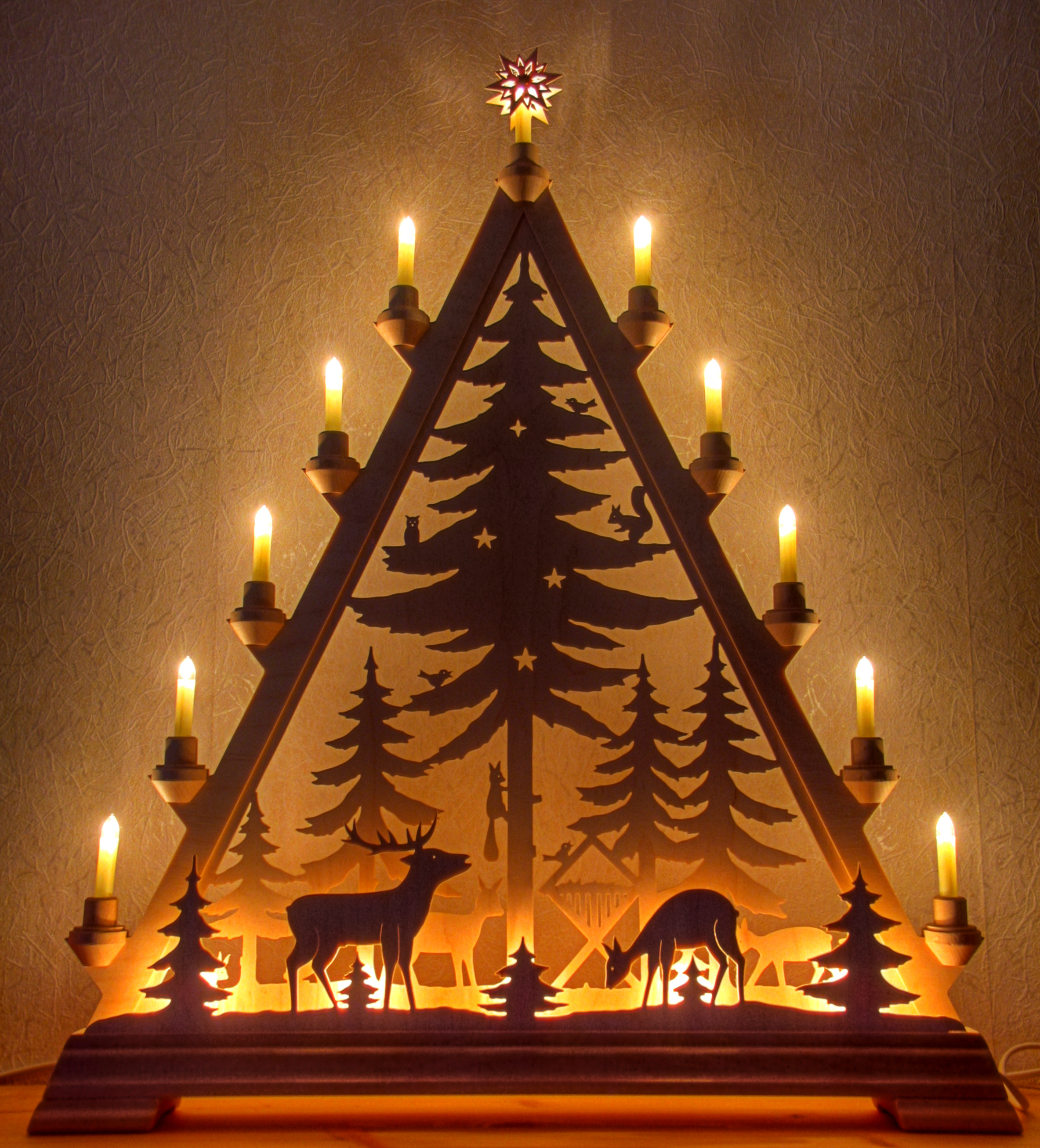
Gyertyapiramis
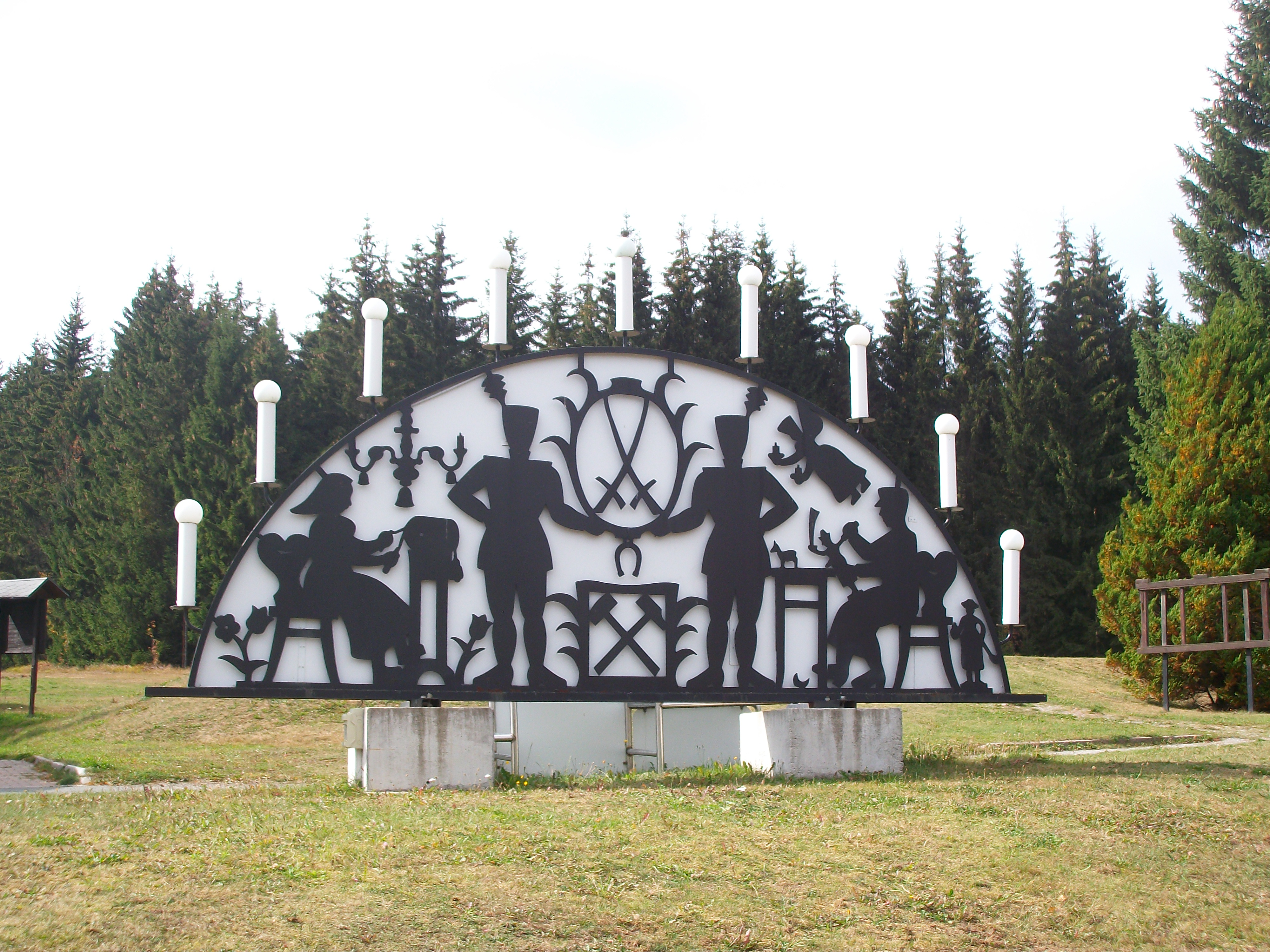
Kültéri (Paula Jordan motívuma)